# La Carballeda
Die Comarca La Carballeda ist eine der zwölf Comarcas in der Provinz Zamora der autonomen Gemeinschaft Kastilien und León.
Sie umfasst 13 Gemeinden auf einer Fläche von 780,12 km² mit dem Hauptort Mombuey.

## Gemeinden
| Gemeinde                    | Einwohner (2024) | Fläche km² | Dichte Einw./km² | Cod INE | Postleitzahl |
| --------------------------- | ---------------- | ---------- | ---------------- | ------- | ------------ |
| Cernadilla                  | 110              | 36,12      | 3                | 49048   | 49325        |
| Espadañedo                  | 104              | 77,35      | 1                | 49062   | 49342        |
| Ferreras de Arriba          | 358              | 47,99      | 7                | 49067   | 49335        |
| Justel                      | 78               | 50,90      | 2                | 49097   | 49340        |
| Manzanal de Arriba          | 350              | 130,16     | 3                | 49110   | 49594        |
| Manzanal de los Infantes    | 135              | 64,54      | 2                | 49112   | 49317        |
| Molezuelas de la Carballeda | 46               | 34,56      | 1                | 49120   | 49327        |
| Mombuey                     | 386              | 39,11      | 10               | 49121   | 49310        |
| Muelas de los Caballeros    | 188              | 71,58      | 3                | 49134   | 49341        |
| Otero de Bodas              | 166              | 49,94      | 3                | 49139   | 49336        |
| Peque                       | 122              | 38,88      | 3                | 49150   | 49318        |
| Rionegro del Puente         | 234              | 53,44      | 4                | 49177   | 49326        |
| Villardeciervos             | 392              | 85,55      | 5                | 49262   | 49562        |
| Comarca La Carballeda       | 2.669            | 780,12     | 3                | –       | –            |